# 卓資県
卓資県（たくし-けん）は、中華人民共和国内モンゴル自治区ウランチャブ市に位置する県。
中温帯半乾燥モンスーン型気候で、近年は伝統牧畜業のほか、野菜を精緻栽培する。
鉱産資源が豊富で、中でもモリブデンや鉄鉱石の推定埋蔵量が非常に大きい。他には金、銀、銅、マグネシウム、鉛、亜鉛、タングステンが産出されている。非金属類としては、石炭、オイルシェール、グラファイト、アスベスト、雲母、石灰岩を産出する。また年間を通して風力が強い日が多く、風力発電も盛んに行なわれている。

## 行政区画
5バルガス（鎮）、3郷を管轄
- バルガス（鎮）：卓資山鎮、イシャン・アエル・バルガス（旗下営鎮）、十八台鎮、バイン・シル・バルガス（巴音錫勒鎮）、梨花鎮
- 郷：大楡樹郷、紅召郷、復興郷